# Mason Musso
Mason Tyler Musso (Garland, Texas; 17 de marzo de 1989) es un cantante, guitarrista y compositor estadounidense. Es principalmente conocido por ser el guitarrista y cantante principal de la banda Metro Station. Es hermano de los actores Marc y Mitchel Musso.

## Metro Station
Musso nació y se crio en Garland, Texas, siendo el primer hijo de Samuel "Sam" Musso y Katherine "Kathy" Musso. Usualmente cantaba en el coro de la Iglesia de Garland, y antes de comenzar en 2006 con la banda Metro Station, cantaba como solista.
En 2006 Mason y Trace Cyrus siendo medio hermano de Miley Cyrus, se conocieron en el set de la  serie de Disney Channel Hannah Montana y un corto tiempo después, se unieron a Blake Healy y Anthony Improgo para formar la banda Metro Station. La banda se separa en marzo de 2010 debido a los problemas entre Mason y Trace. Sin embargo, se reúnen de nuevo esta vez como un trío sin su vocalista y guitarrista Trace Cyrus. Su vuelta fue anunciada el 31 de mayo de 2011 en Twitter.
Actualmente Mason ha estado preparando nuevas canciones junto al productor NO-ID siendo el mismo que ha notificado esta información, el cual ha dicho que lo que viene será algo muy grande que cambiara el mundo. Estuvo juntándose con sus excompañeros de Metro Station "Blake Healy" y "Anthony Improgo" para después dar la noticia de que estaba trabajando en un nuevo álbum de Metro Station junto con ellos y confirmando el regreso de la banda (sin Trace Cyrus) con una nueva canción llamada "Ain't So High".
El 25 de septiembre Mason publicó una nueva canción en su nuevo canal de YouTube titulada "Closer And Closer", nuevamente bajo el nombre de Metro Station.
El 4 de octubre "ClevverTV" publicó en Youtube una grabación acústica de una nueva canción llamada "I Still Love You" interpretada por Mason de nueva cuenta bajo el nombre de Metro Station así como una entrevista con este hablando del nuevo álbum de Metro Station.

## Vida personal
Mason escribió la canción "Kelsey" en honor a su primera novia, Chelsea Kay. Inicialmente la canción se llamaba "Chelsea", Pero entre Blake & Trace lo convencieron en cambiarle el nombre de Chelsea a Kelsey, siendo esta la razón para que la canción entrara en el álbum aunque el cambio fue un poco duro para Mason ya que en varios conciertos en vivo se escuchaba cantando Chelsea en vez de Kelsey
Al final del 2009 en el último disco EP de METRO STATION "KELSEY EP se dio a conocer la nueva versión TLA de Kelsey, siendo del mismo modo creado un nuevo video en el cual Chelsea Kay aparecía en el como la protagonista.
- Datos: Q1502064
- Multimedia: Mason Musso / Q1502064